# ポストシュタディオン
ポストシュタディオン（ドイツ語: Poststadion）は、ドイツ・ベルリン・ミッテ区モアビートに所在する多目的競技場である。

## 概要
SCウニオン06ベルリン、ベルリナーAK07が本拠地としている。また、隣接するフリッツ・シュロッス・パルクとともに総合スポーツ施設として扱われることも多い。現在の収容人数は1万人。

## 歴史
プロイセン王国の練兵場跡地に1929年5月28日に完成した。1930年5月10日にはドイツ代表対イングランド代表の会場として用いられ、史上初の顔合わせとなった両代表の試合には4万5000人の観衆が駆け付けた。1934年にドイチェス・シュタディオンが閉鎖されるとリーグ優勝決定戦の会場としても用いられた。また、ベルリンオリンピックのサッカー競技でも用いられた。
1980年代には長らく修繕が為されていなかったために使い物にならなくなり、1990年代から修繕工事が行われた。第一段階の修繕を2003年に終えた。修繕の際に建築当時の面影を残すべく、正面側はそのままに保全されている。その後メインスタンドが2010年に修繕された。2021年に照明が設置された。

## ギャラリー

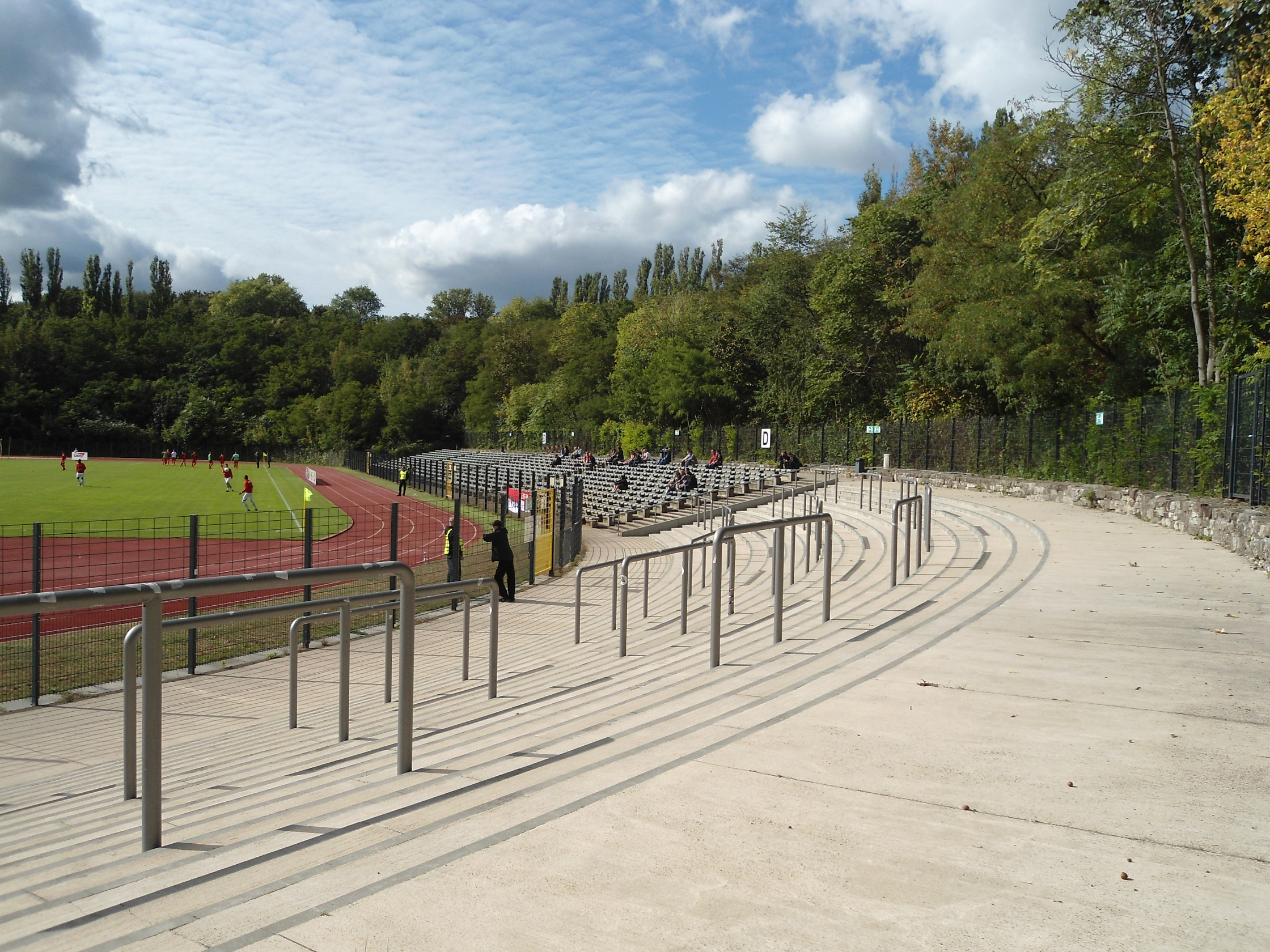
オープンシート、2012年
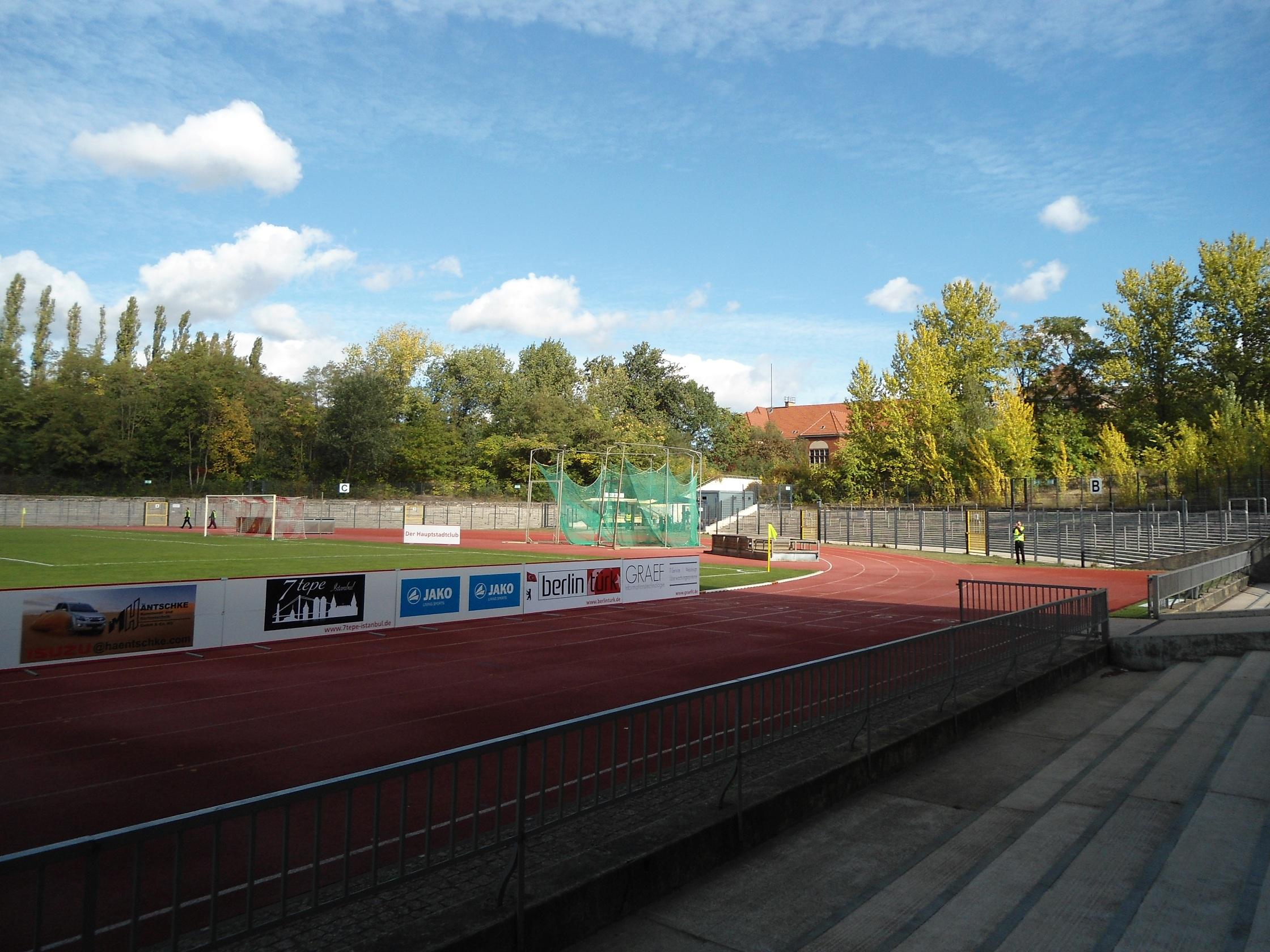
テラスの端、2012年
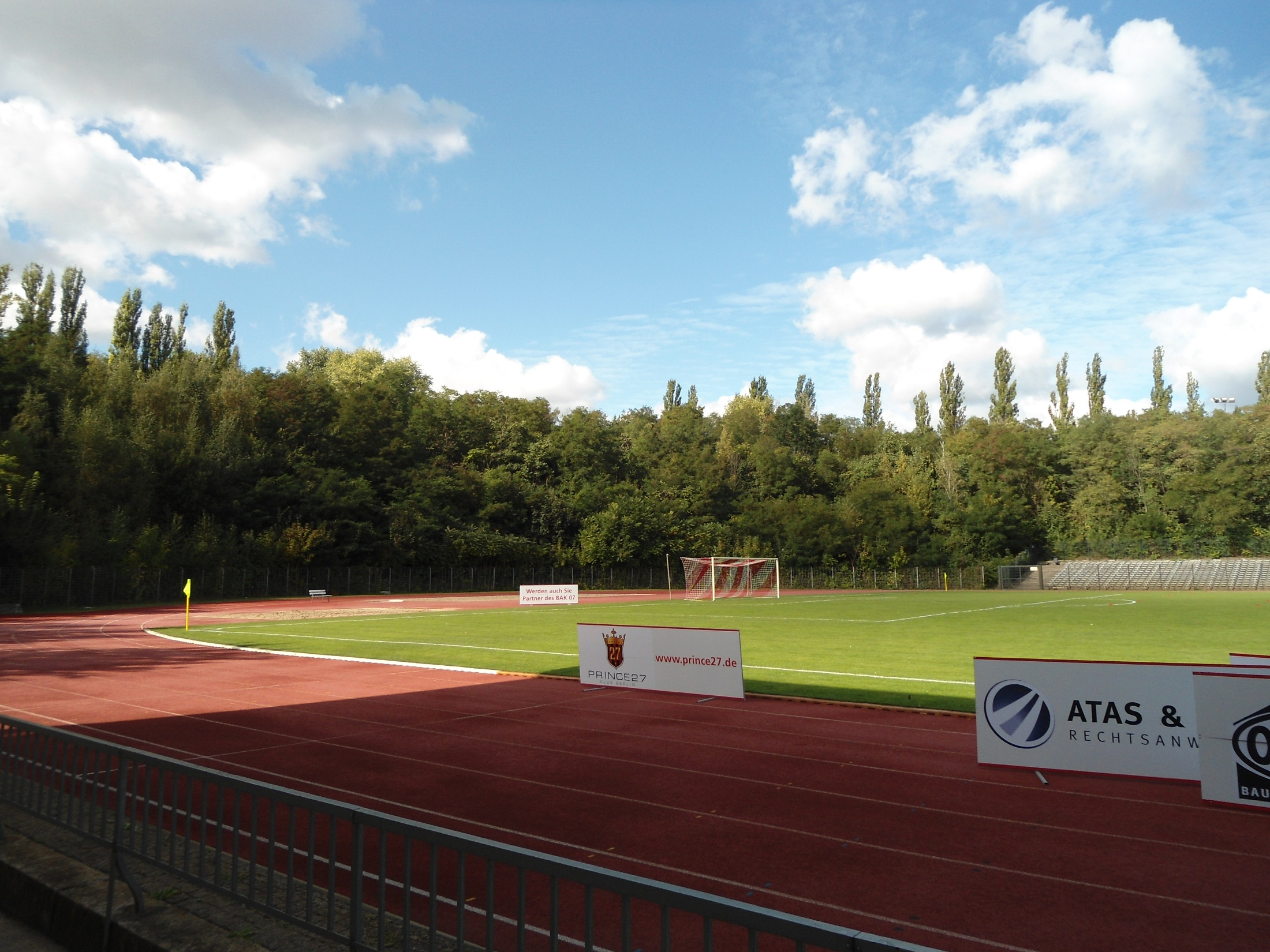
席が設けられていない場所もある、2012年
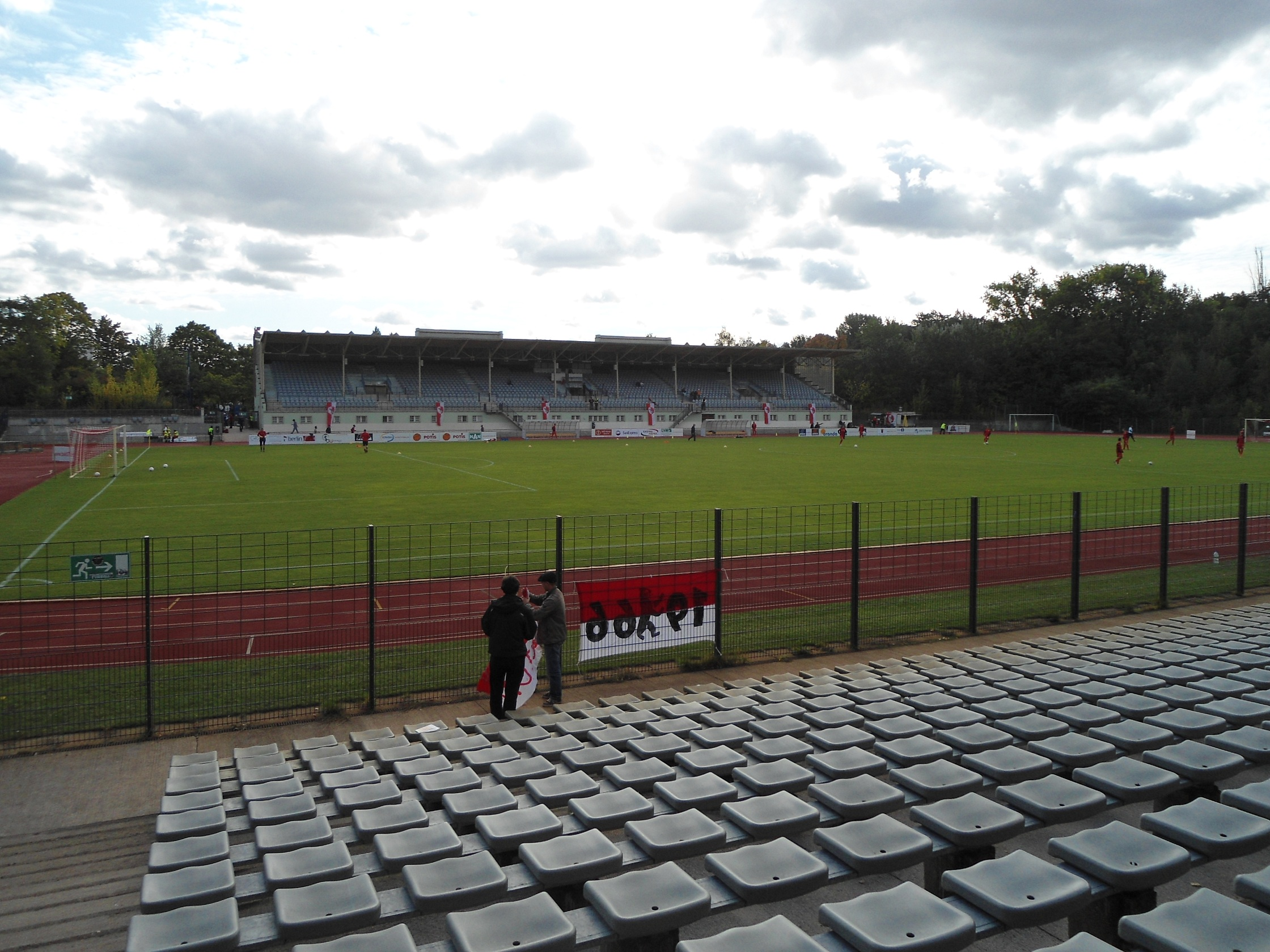
奥にメインスタンドを望む、2012
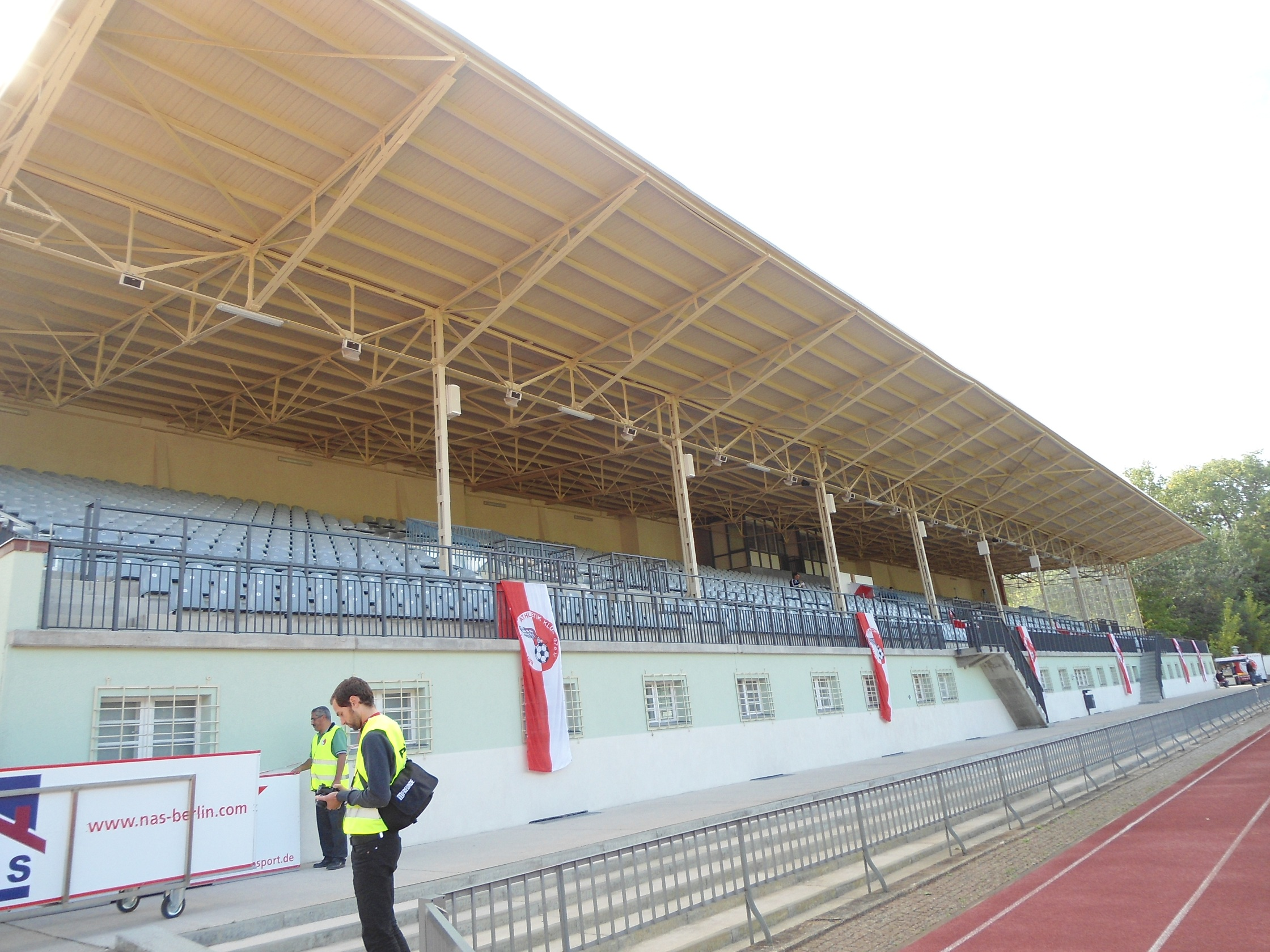
メインスタンド、2012年
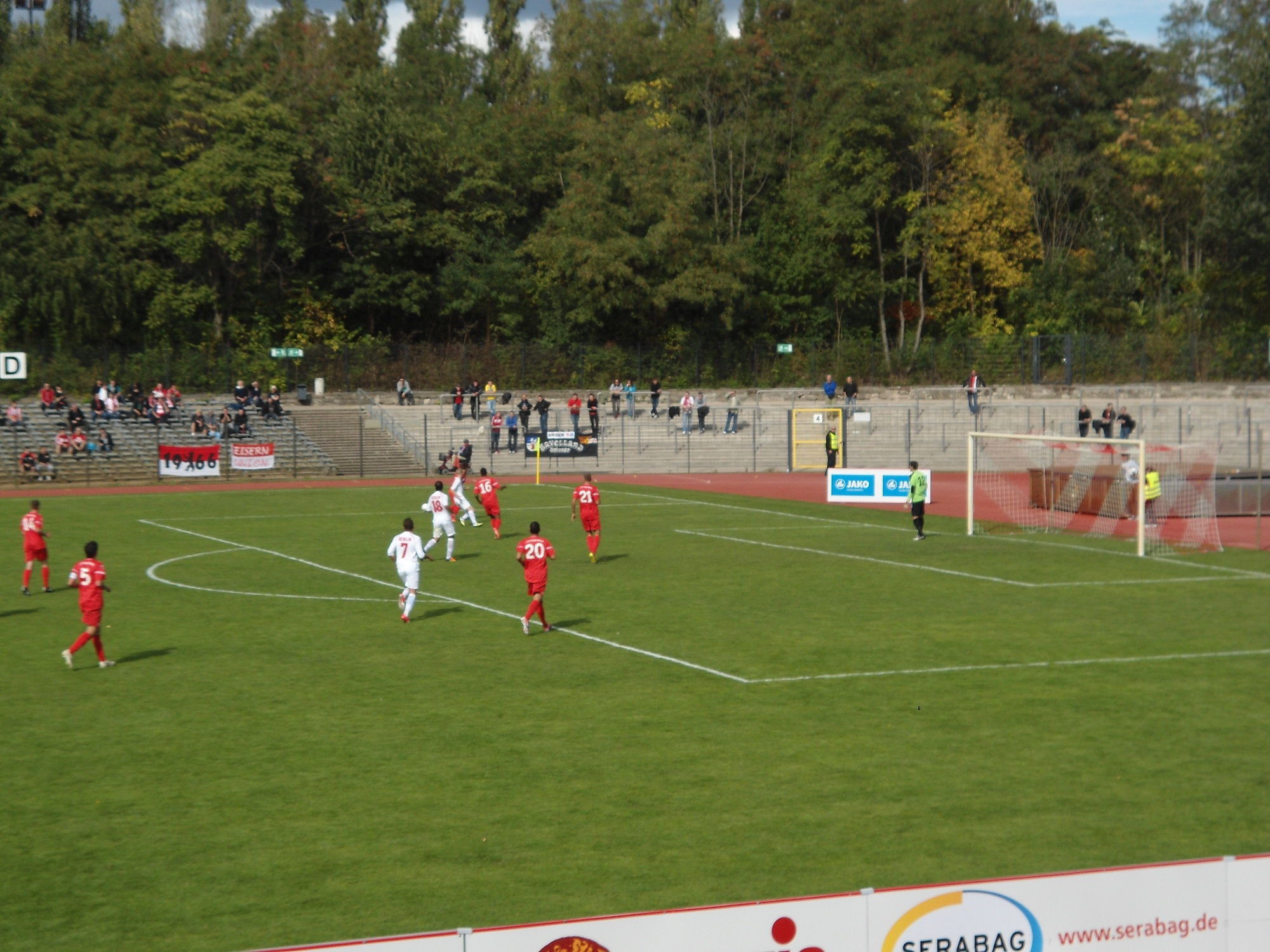
ベルリナーAK07対1.FCウニオン・ベルリンII、2012年